# Ebersdorf (Löbau)

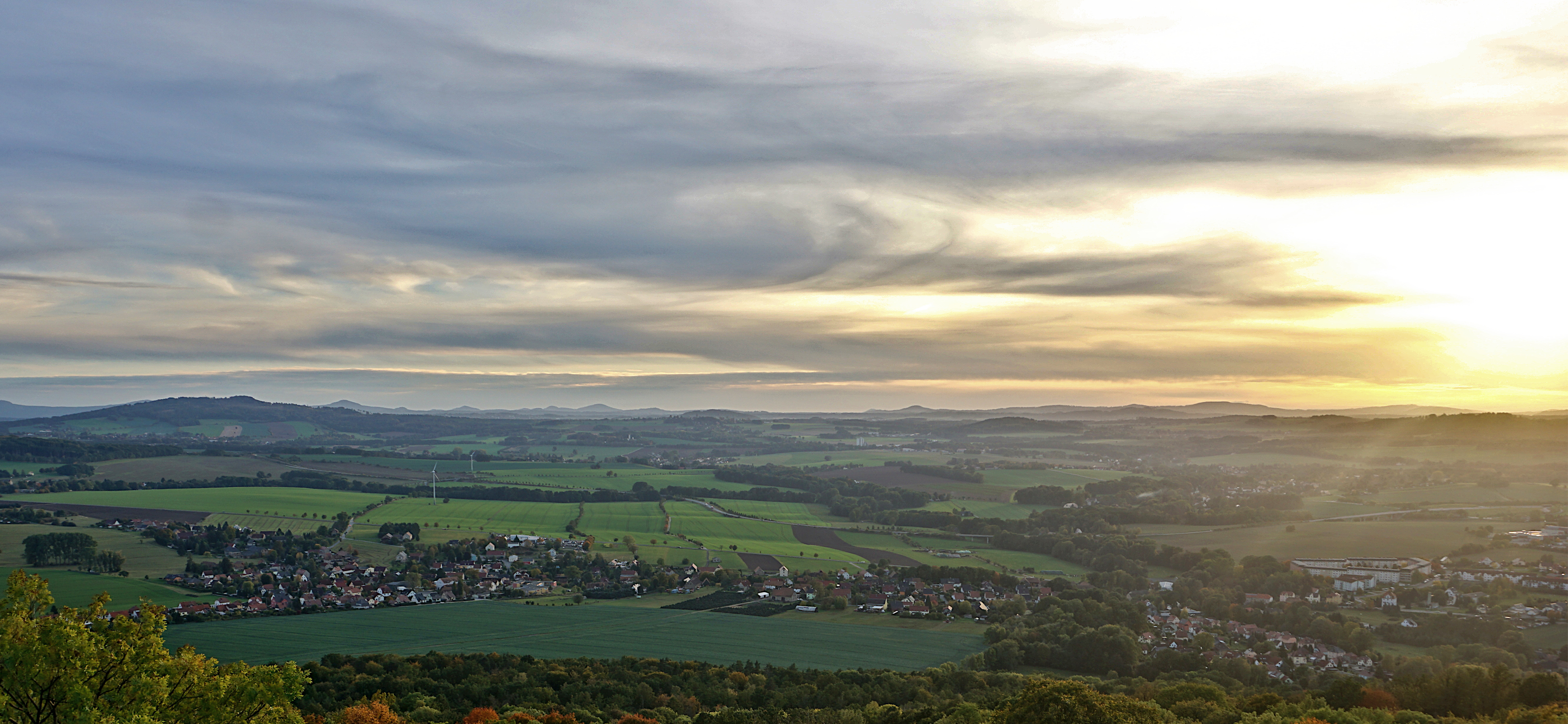
Blick auf Ebersdorf vom König-Friedrich-August-Turm aus

Ebersdorf (obersorbisch Habrachćicy) ist ein Ortsteil der sächsischen Stadt Löbau im Landkreis Görlitz in der Oberlausitz. Der Ort liegt südlich des Löbauer Stadtzentrums und wurde 1999 nach Löbau eingemeindet.

## Frühgeschichtliche Besiedlung
Die Fluren des heutigen Löbauer Stadtteils Ebersdorf waren bereits in der Steinzeit besiedelt, wie Funde von Feuersteinklingen in der Ebersdorfer Sandgrube belegen. In der Zeit der Lausitzer Kultur, welche einen Zeitraum von ca. 1300 v. Chr. bis ca. 500 v. Chr. umfasst, gehörten die Fluren zum unmittelbaren Vorland einer befestigten Siedlung auf dem Gipfel des Schafberges. Die zu den am stärksten befestigten Siedlungen im Umkreis gehörende Anlage wurde vermutlich vom germanischen Stamm der Semnonen bewohnt. Nach deren Wegzug siedelten Sorben in der Region, denen im Mittelalter fränkische Zuwanderer folgten.

## Geschichte

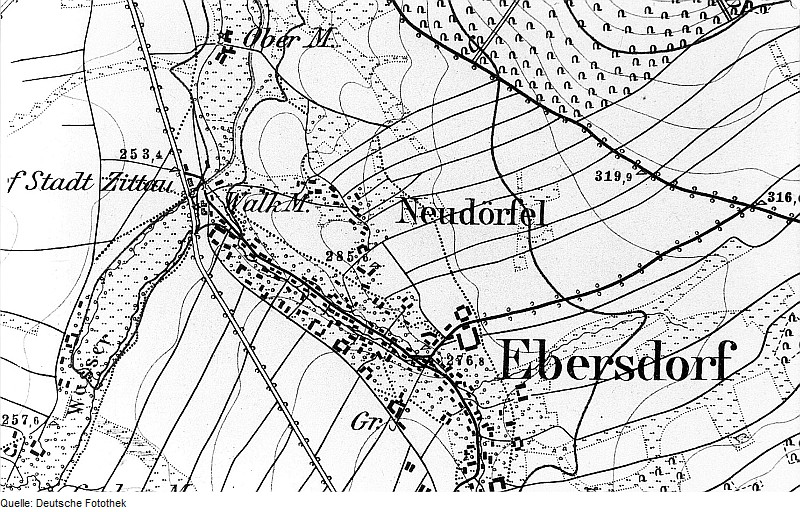
Plan von Ebersdorf 1884

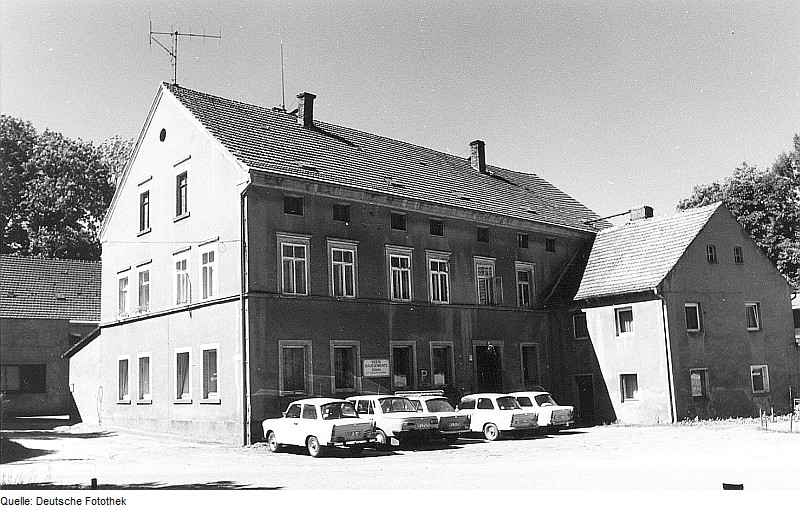
Ehemalige Walkmühle

Ebersdorf wurde 1317 erstmals in einer Urkunde Markgraf Woldomars von Brandenburg als Eversdorff urkundlich erwähnt, als dieser acht Dörfer der Region an das Gericht von Löbau verwies. Der Name ist wahrscheinlich von einem Lokator Eberhard abgeleitet. 1334 wird der Ort Ebirsdorf, 1367 Ebirhardisdorf, 1491 Ewerßdorf und 1657 Ebersdorff genannt. Ebersdorf ist ein typisches Waldhufendorf, was auf eine planmäßige Gründung durch deutsche Siedler hinweist.
Besitzer des Ortes war zunächst die bürgerliche Görlitzer Familie Heller, ab 1368 die Familie von Haugwitz, denen Ende des 15. Jahrhunderts die Familie von Gersdorff folgte. 1531 gelangte Ebersdorf durch Tausch in den Besitz der Stadt Löbau. Nach dem Oberlausitzer Pönfall fiel das Dorf an Böhmenkönig Ferdinand I. Erst 1576 gelang es der Stadt Löbau, den Ort für 6800 Taler zurückzukaufen. Die Grundherrschaft blieb fortan beim Rat zu Löbau. Auch kirchlich war Ebersdorf zu Löbau gepfarrt.
Am 9. September 1813 fand auf den Fluren des Ortes das Gefecht bei Ebersdorf zwischen den Truppen Napoleons und preußischen und russischen Einheiten unter Führung des Generals Jussofowicz statt. An das Gefecht erinnert ein am 7. September 1913 eingeweihtes Denkmal an der Oberen Dorfstraße. Auch im Ortsteil Liebesdörfel gibt es zwei Gedenksteine für einen gefallenen polnischen Ulanen- und einen russischen Kosaken-Offizier.
Neben der Landwirtschaft entwickelte sich in Ebersdorf im 17./18. Jahrhundert die Hausweberei zum wichtigen Erwerbszweig der Bewohner. 1660 gab es 17 Weber, 1715 bereits 43 Weber im Ort. Im 19. Jahrhundert erhielt der stark angewachsene Ort eine eigene Schule, welche 1905 und 1978 erweitert wurde und bis 2002 existierte. Diese trug ab 1987 nach dem ersten Ebersdorfer Nachkriegsbürgermeister Alwin Knöschke dessen Namen. 2002 wurde die Schule geschlossen und 2010 abgerissen. An ihrer Stelle befindet sich heute ein Seniorenheim des Arbeiter-Samariter-Bundes. Seit dem 1. Januar 1999 gehört Ebersdorf als Stadtteil zur Großen Kreisstadt Löbau.

## Entwicklung der Einwohnerzahlen
| Jahr | Einwohner                                 |
| ---- | ----------------------------------------- |
| 1547 | 31 besessene Mann                         |
| 1777 | 24 besessene Mann, 24 Gärtner, 74 Häusler |
| 1834 | 906                                       |
| 1871 | 1.190                                     |
| 1890 | 1.288                                     |
| 1910 | 1.290                                     |
| 1925 | 1.264                                     |
| 1939 | 1.545                                     |
| 1946 | 1.760                                     |
| 1950 | 1.907                                     |
| 1964 | 1.630                                     |
| 1990 | 1.282                                     |
| 2023 | 996                                       |

## Ortsteil Liebesdörfel
Zu Ebersdorf gehört auch der kleine Ortsteil Liebesdörfel, früher auch Liebeshäuser genannt. Die Häusergruppe entstand im 18. / 19. Jahrhundert am Löbauer Wasser und war einst Standort mehrerer Wassermühlen. In der 1819 entstandenen ehemaligen Beckelmühle befindet sich heute eine Pension. Flussabwärts liegt die frühere Gerber- oder Zimmermühle, wo sich das Cunnersdorfer Wasser mit dem Großschweidnitzer Wasser zum Löbauer Wasser vereinigt.

## Jäckel
Südöstlich des Ortes liegt der 389 Meter hohe Jäckelberg. Hier erinnert ein Denkmal an acht deutsche Soldaten, welche am 7. Mai 1945 wegen versuchter Fahnenflucht von einem Feldgericht verurteilt und hier erschossen wurde. Das Denkmal besteht aus einem Feldstein und ist mit einer Granittafel mit der Inschrift Hier ruhen als Opfer des Faschismus 8 kriegsmüde deutsche Soldaten, erschossen am 7. Mai 1945. Am Fuße des Jäckelberges steht die Jäckelbaude, eine frühere Konsum-Gaststätte.